# Zamsé (Salogo)
Pour les articles homonymes, voir Zamsé.
Zamsé est une commune rurale située dans le département de Salogo de la province du Ganzourgou dans la région Plateau-Central au Burkina Faso.

## Géographie
Zamsé est situé à environ 13 km au nord-ouest de Salogo, le chef-lieu du département.

## Santé et éducation
Zamsé accueille un centre de santé et de promotion sociale (CSPS) tandis que le centre médical avec antenne chirurgicale (CMA) se trouve à Zorgho.